# Vilho Siivola

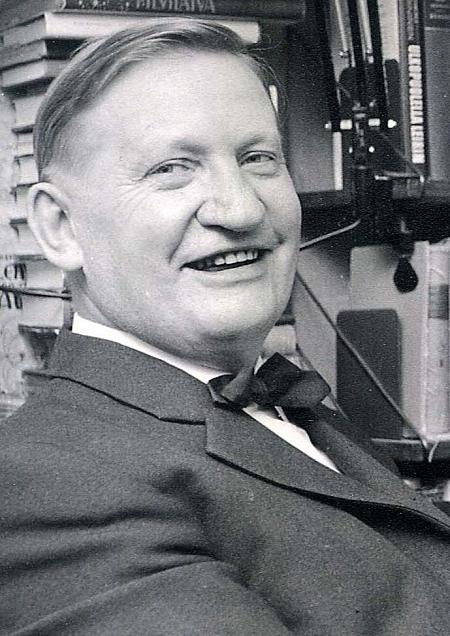
Vilho Siivola en los años 1960

Vilho Siivola (10 de abril de 1910 – 28 de noviembre de 1984) fue un actor y director teatral finlandés.

## Biografía
Su nombre completo era Vilho Eemeli Siivola, y nació en Valkeakoski, Finlandia, siendo sus padres Heikki Siivola y Vilhelmiina Toivonen.
Vilho Siivola estudió en la Academia Työväen Akatemiassa entre 1931 y 1932. Lauri Haarla, profesor de la Academia, le facilitó una pasantía en el Teatro Koiton näyttämö de Helsinki, aunque también se formó en la Academia de Teatro de la Universidad de las Artes de Helsinki en 1934–36. Tras su período en el Koito, Siivola también trabajó en el Helsingin Kansanteatteri, en el Kaupunginteatteri de Víborg y en el Teatro de Tampere.
Siivola trabajó por vez primera en el Teatro Nacional de Finlandia en 1940, colaborando con dicho teatro hasta su retiro en 1977. Reconocido intérprete de obras de Aleksis Kivi, actuó por vez primera en Nummisuutarit a los 17 años de edad. Sin embargo, también destacó en obras de otros autores, como fue el caso de las escritas por Antón Chéjov Las tres hermanas y El jardín de los cerezos, y la de Nikolái Gógol El inspector general.
Vilho Siivola fue también director teatral. En el Festival Kivi organizado en Nurmijärvi dirigió la representación de la obra Nummisuutarit desde 1953. Dicha pieza fue también representada en Estados Unidos y Canadá, y la dirigió en ruso en 1971 en Petrozavodsk. 
Siivola trabajó también con frecuencia en el radioteatro en los años 1940 y 1950, presentando especialmente textos de Frans Eemil Sillanpää y Pentti Haanpää, siendo además protagonista de la serie radiofónica de Hella Wuolijoki Työmies Rantasen perheen.
Con respecto a su carrera cinematográfica, Vilho Siivola actuó en una cincuentena de producciones entre 1936 y 1976. De entre sus primeras películas, destaca su trabajo en Yli rajan (1942) y Jees ja just (1943). En la década de 1950 obtuvo papeles de mayor entidad, como el que hizo en Silmät hämärässä (1952), film en el que actuó con Sylvi Palo, siendo su trabajo alabado por Valma Kivitie. 
Pero su personaje más conocido fue, probablemente, Mäkilä en la película basada en una historia de Väinö Linna Tuntematon sotilas (1955). En la coproducción finlandesa y soviética Luottamus (1976) encarnó al Presidente Pehr Evind Svinhufvud, trabajo gracias al cual obtuvo su único Premio Jussi. En el telefilm Pakolaiset (1977) actuó como Juha Uutelaa, ganando el premio a la mejor interpretación en el Festival Internacional de Cine de Praga.
Por su trayectoria, Siivola fue premiado en el año 1960 con la Medalla Pro Finlandia, y en 1973 recibió el título de Asesor Teatral. Escribió dos libros de memorias: Myllykylästä maailmalle (1975) y Maailmassa maailmaa (1983).
Además, Siivola fue profesor en la Työväen Akatemiassa desde 1942 a 1970, y dirigió cursos teatrales en el Helsingin Työväenopisto, en el Conservatorio Nacional y en la Escuela de Teatro. Fue igualmente colaborador de la Asociación de Actores de Finlandia (Suomen Näyttelijäliitto), de la Sociedad Aleksis Kivi y de la Asociación Finlandia-Unión Soviética, y presidió la Sociedad Finlandia-Rumanía durante 25 años.
Vilho Siivola falleció en Helsinki en el año 1984.

## Filmografía (selección)
- 1936 : VMV 6
- 1939 : Avoveteen
- 1939 : Isoviha
- 1940 : Ketunhäntä kainalossa
- 1940 : Eulalia-täti
- 1941 : Viimeinen vieras
- 1941 : Ryhmy ja Romppainen
- 1942 : Yli rajan
- 1942 : Varaventtiili
- 1943 : Tyttö astuu elämään
- 1943 : Jees ja just
- 1943 : Varjoja Kannaksella
- 1943 : Syntynyt terve tyttö
- 1943 : Kirkastettu sydän
- 1944 : Kuollut mies vihastuu
- 1944 : Herra ja ylhäisyys
- 1945 : Kolmastoista koputus
- 1945 : Mikä yö!
- 1946 : Nuoruus sumussa
- 1947 : Koskenkylän laulu
- 1951 : Lakeuksien lukko
- 1951 : Sadan miekan mies
- 1951 : ...ja Helena soittaa
- 1952 : Silmät hämärässä
- 1953 : Tyttö kuunsillalta
- 1954 : Kunnioittaen
- 1954 : Herrojen Eeva
- 1954 : Niskavuoren Aarne
- 1955 : Veteraanin voitto
- 1955 : Tuntematon sotilas
- 1955 : Pastori Jussilainen
- 1956 :Anu ja Mikko
- 1956 : Viisi vekkulia
- 1957 : Risti ja liekki
- 1959 : Kohtalo tekee siirron
- 1976 : Luottamus